# Олуфсен, Христиан
Кристиан Олуфсен (дат. Christian Olufsen; 15 апреля 1802, Копенгаген, — 29 мая 1855, там же) — датский астроном.
Изучал астрономию и математику в Копенгагенском университете, в 1824 году удостоен золотой медали. Затем работал в Кёнигсбергской обсерватории ассистентом у Фридриха Вильгельма Бесселя. В 1826 году помогал Генриху Христиану Шумахеру в его работах по картографированию Голштинии. С 1829 года работал в обсерватории Копенгагенского университета, с 1831 года преподавал в нём, фактически исполняя обязанности профессора, поскольку номинальный профессор Шумахер преимущественно находился в своей обсерватории в Альтоне; после смерти Шумахера в 1850 году официально получил профессорское звание.
Наиболее известный труд Олуфсена — составленные им вместе с Петером Андреасом Ганзеном «Солнечные таблицы» (фр. Tables du soleil; 1853).